# Enrique Cáceres Villafañe
Enrique Patricio Cáceres Villafañe (20 de marzo de 1974) es un exárbitro de fútbol paraguayo y actual presidente de la comisión de árbitros de la CONMEBOL. Fue designado como nuevo miembro del Panel Técnico Asesor de la International Football Association Board (IFAB).

## Trayectoria
Es un árbitro con categoría FIFA desde el año 2010 y árbitro de la Confederación Sudamericana de Fútbol de categoría dos. Hizo su debut en la Copa Sudamericana 2010 y ha tomado parte en la Copa América 2011, Copa Libertadores 2011, Copa Libertadores 2012, Copa Libertadores 2013, Copa América 2015, Copa América Centenario y la Copa Mundial de Fútbol Sub-17 de 2017 en la cual fue el árbitro de la final entre Inglaterra, España y la copa mundial de la FIFA Rusia 2018.

## Copa Mundial de la FIFA
| Copa Mundial de Fútbol de 2018 - Rusia | Copa Mundial de Fútbol de 2018 - Rusia | Copa Mundial de Fútbol de 2018 - Rusia | Copa Mundial de Fútbol de 2018 - Rusia | Copa Mundial de Fútbol de 2018 - Rusia | Copa Mundial de Fútbol de 2018 - Rusia | Copa Mundial de Fútbol de 2018 - Rusia | Copa Mundial de Fútbol de 2018 - Rusia   | Copa Mundial de Fútbol de 2018 - Rusia | Copa Mundial de Fútbol de 2018 - Rusia |
| Fecha                                  | Partido                                | Partido                                | Partido                                | Sede                                   | Fase                                   | Amonestado                             | Otorgado · Otorgado otra vez · Expulsado | Expulsado                              | Anotado · Penal                        |
| -------------------------------------- | -------------------------------------- | -------------------------------------- | -------------------------------------- | -------------------------------------- | -------------------------------------- | -------------------------------------- | ---------------------------------------- | -------------------------------------- | -------------------------------------- |
| 19 de junio de 2018                    | Rusia                                  | 3 - 1                                  | Egipto                                 | San Petersburgo                        | Fase de grupos                         | 2                                      | 0                                        | 0                                      | 1                                      |
| 25 de junio de 2018                    | Irán                                   | 1 - 1                                  | Portugal                               | Saransk                                | Fase de grupos                         | 6                                      | 0                                        | 0                                      | 2                                      |